# Gunvald Berger
Gunvald Edvin Berger, född 26 januari 1907 i Halmstad, död 28 november 1985 i Saltsjöbaden, var en svensk sjömilitär. Han var gift med författaren Sonja Herlin samt far till bland annat Tore och Anita Berger.
Berger var son till direktör Edwin Berger och Anna Kindal. Efter studentexamen 1925 och sjöofficersexamen 1928 genomgick han Kungliga Sjökrigshögskolans allmänna och högre kurser 1934–36 och bedrev specialstudier vid Kungliga Tekniska högskolan 1936–37 och 1946. Han blev kommendörkapten av andra graden 1946, var militärassistent vid Försvarets forskningsanstalt (FOA) 1945–1953, chef för minsektionen vid Stockholms örlogsvarv 1953–1956 och erhöll avsked 1957. Han var styrelseledamot i AB Malcus Holmquist från 1959. Han var ledamot av Svenska Teknologföreningen och riddare av Svärdsorden.

### Fotnoter
1. ↑  Sveriges dödbok 1901–2009, DVD‐ROM, Version 5.00, Sveriges Släktforskarförbund (2010): Berger, Gunvald Edvin